# Big air
Ne doit pas être confondu avec Saut acrobatique.

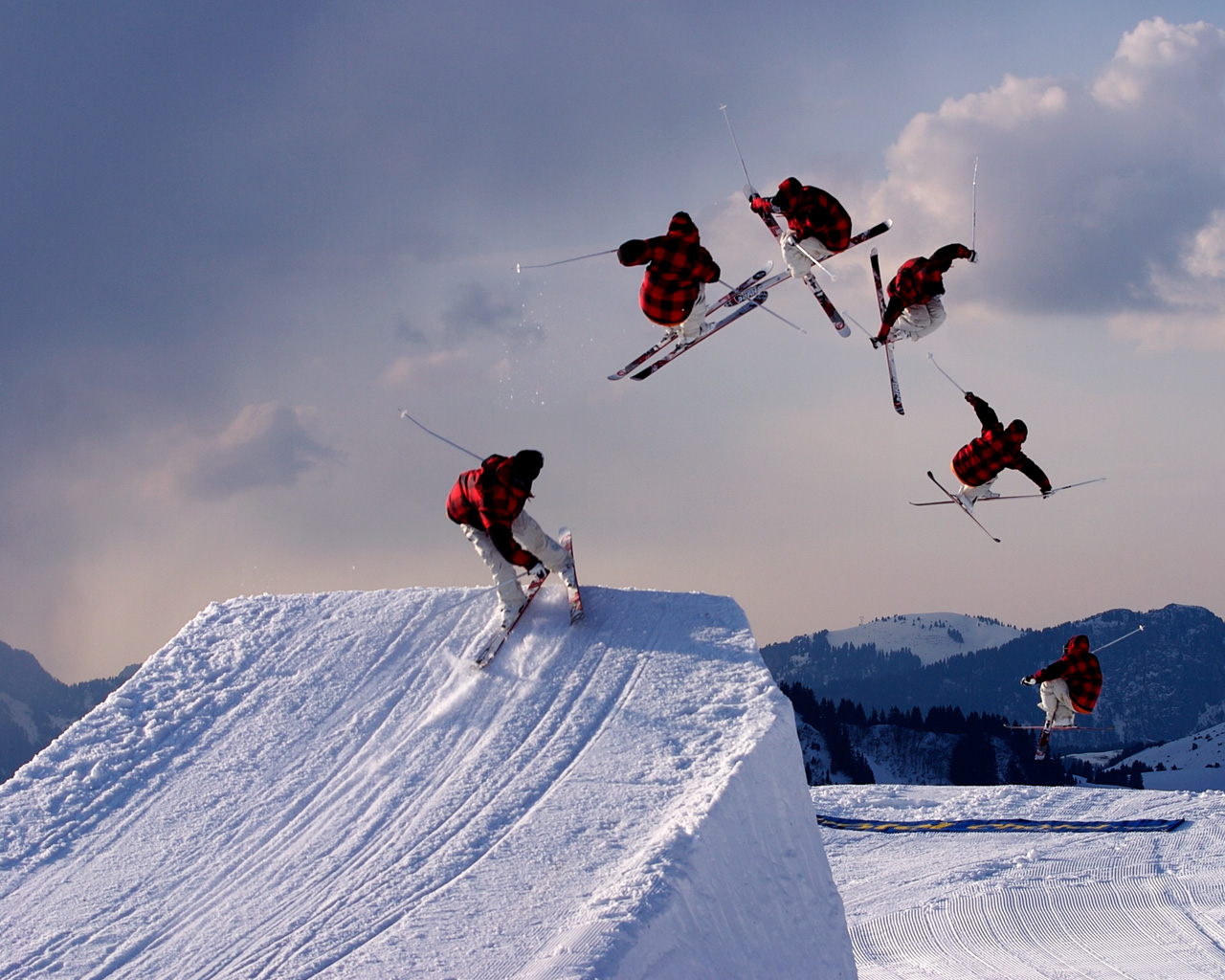
Skieur avec bâtons effectuant une figure sur un Big Air.

Le Big Air, ou grand saut, est une discipline sportive de la famille des sports d'hiver qui utilise une structure de neige commune au ski ou au snowboard, un tremplin permettant d'effectuer des figures dans les airs. Le Big Air est l'une des six disciplines du ski freestyle. Il désigne également la structure ou module sur lequel s'effectue les acrobaties. Le Big Air devient une discipline olympique, en snowboard à PyeongChang en 2018 et à skis à Pékin en 2022.

## Déroulement d'un saut
Contrairement au saut acrobatique et son style académique, les évolutions en Big Air font appel à la fantaisie et à la liberté sans contrainte qui caractérisent le ski freestyle. Le déroulement d'un saut est le suivant :
- le rider prend la vitesse qu'il juge nécessaire sur la piste d'élan ;
- il déclenche son saut lorsqu'il arrive à l'extrémité du kick ;
- il effectue sa figure en l'air en passant par-dessus la table ;
- enfin, il atterrit en douceur sur la récep. Ses vitesses verticale et horizontale sont suffisantes pour que sa trajectoire épouse correctement la pente de la récep, de façon à atterrir sans choc, même après une chute de plusieurs mètres. Le rider évolue avec ou sans ses bâtons.

## Le module
Un Big Air est un module de neige en forme de tremplin. Il est composé :
- d'une piste descendante pour la prise d'élan ;
- d'un monticule de neige généralement fabriqué par un chasse-neige, appelé table ;
- le monticule est surmonté d'un tremplin taillé à la pelle, appelé kick ou kicker ;
- d'un plat plus ou moins long selon la taille de la table ;
- d'une pente descendante qui permet d'atterrir, appelée généralement réception, récep ou land.

## Risques
Un pratiquant du Big Air est exposé à deux principaux risques lors de l'exécution d'un saut :
- prise de vitesse insuffisante qui ne permet pas d'atteindre la récep : le rider tombe alors sur la table. Les genoux encaissent l'essentiel du choc (ou les hanches, si le rider atterrit en arrière).
- prise de vitesse trop élevée : la trajectoire de chute est trop verticale pour épouser la pente de la récep, ce qui revient à tomber sur une surface plate. On utilise le mot flat pour désigner la zone de la pente de réception trop éloignée de la table pour permettre une réception en douceur.

## Déclinaisons
Une variante du Big Air, appelée simplement table, est un Big Air sans kick. L'impulsion se fait alors sur le haut du monticule de neige, et le rider décolle au niveau de la table.

## Compétitions
Deux épreuves olympiques (féminine et masculine) de Big Air en snowboard sont organisées pour la première fois aux Jeux de Pyeongchang en 2018. La version à skis du Big Air devient olympique aux Jeux de Pékin 2022.